# 和歌山静子
和歌山 静子（わかやま しずこ、1940年〈昭和15年〉7月24日 - 2024年〈令和6年〉1月8日）は、日本の挿絵画家、絵本作家。京都府京都市生まれ。神奈川県逗子市に在住していた。

## 経歴
幼少期を函館市で過ごし、戦後間もなく国立市の小学校に入学した。武蔵野美術学校を目指すべく吉祥女子高等学校に進学し、美術部へ入部する。1962年、武蔵野美術短期大学デザイン美術科を卒業。
フリーのデザイナーやイラストレーターとして活動していた1966年、デザイン会社からあかね書房に和歌山の絵を斡旋してもらったことがきっかけで、児童文学者の寺村輝夫に見出され、学習研究社の雑誌に連載する『こびとのピコ』の挿絵を担当する事となった。同作の挿絵に強い好感を抱いた寺村は「3年間他者の作品で描かず専属画家になって欲しい。契約料も払う」と依頼したが、年に何度も出版される頻度ではなかった為、契約料だけでは生活できないと考えた和歌山はこれを辞退すると、寺村から広告代理店アドセンターでの仕事を斡旋され、同社関係のイラストを手掛ける事になる。以後『王さまシリーズ』のみならず、寺村の長男と次男から名前を拝借した『オムくん トムくんシリーズ』の大半が和歌山の担当となる。
『王さまシリーズ』を手掛けた当初は絵本や児童書の勝手がわからなかったこともあり叱責されることも多く、寺村から叱責の手紙が速達で届いたこともあった。一方で自身がスランプに陥った際は「子供達からの手紙には自分で描いた王様が多く描かれ、それは君が描いた絵を子供が真似て描きたくなるからで、このままでいい」と寺村から激励の言葉をかけられたこともあった。
1970年、当時まだ珍しく寺村も「ちょっと早過ぎた」と述べた赤ちゃん絵本『たまごのほん』を手掛ける。当時の和歌山は自身の絵に自信がなく、本人曰くそれが作品にも表れたのか以降長年、絶版となる。後年、自身の作風を確立したことで1998年ごろから赤ちゃん絵本を本格的に手掛けることとなり、『たまごのほん』やかつて同シリーズで自身が作・絵を担当した『おーい はーい』がイラストを再描写して改訂新版された。
42歳で長男を出産しシングルマザーとなった時期、油絵の具で描く太い絵柄にコンプレックスを抱いてスランプに陥る。『ぼくは王さま』で8B鉛筆で太く描いたり貼り絵やスケッチ画などで表現方法を試行錯誤していく。1992年、中国旅行へ出かけ、それまでの作風と違う写実的なタッチで風景を描いた作品を描いたが、帰国後に日本の画廊で出品してそれが売れたことで、それまでの20年ほど王さまシリーズのような太いタッチしか認められないと捉えていた自身の価値観が「私の太い線の底には写実的な絵を描ける力が眠っているんだ」という自信に繋がる。寺村は「絵本は絵描きのもの」と捉えていたが、和歌山はそこまで自己主張しなかったかつて自身が手掛けた絵本を長男に読み聞かせていくうちに「絵本も文だな」と捉えるようになり、絵本の言葉の大切さに気付き、いつか自身で絵本を出そうと考え、子育てをしながら絵本作りを学び、王様シリーズの絵を描いていく中で寺村から子供に伝える極意を教わった。
初のオリジナル絵本『ぼくのはなし』は子供向けの性教育絵本である。長男が小学4年生の時期に通っていた小学校で翌年から性教育を始めると知り、子供向け絵本で性教育本がないか図書館で検索するも当時は見つからず、それなら自身で作ればいいと思い立ち、監修は高校の恩師である山本直英に依頼し、生あれば死もあることを本で伝えるべく試行錯誤した結果、これがスランプを乗り越えるきっかけとなる。
2010年、逗子市の自宅に日本、中国、韓国、台湾など、アジアのさまざまな国で出版されている絵本を集めた「アジア絵本ライブラリー」を仮オープンした。
2024年1月8日、心不全のため死去。83歳没。

## 作品

### 画家が和歌山に差し替えられた作品
- ぼくは王さま（和田誠、理論社、1961年）
- おむくん とむくん（多田ヒロシ、あかね書房、1965年）→オムくん トムくん（理論社、再版年度不明）
- おにのあかべえ（ヒサクニヒコ、ポプラ社、1973年）→おにの赤べえ（1997年）
- しまったさんシリーズ（かみやしん、金の星社、1977年）→寺村輝夫おはなしプレゼント 3 こまったおばさん それからどうした（講談社、1994年）

- ぞうのえほん（村上勉→むらかみつとむ、偕成社、1975年-1976年）→（1989年、理論社）

1. まいごになったぞう
2. あなにおちたぞう
3. いいことをしたぞう
4. まちをたべたぞう

### シリーズ
たまごのほん（偕成社、1970年→理論社2003年）
- たたくとぽん
- だれのたまごかな
- ふたごのたまご
- おおきなたまご
- てんてんてん　作・絵（1998年、福音館書店、ISBN 9784834015362）
- おーい はーい　作（2000年、ポプラ社、ISBN 4591064565）
- おかあさん どーこ？　作（2008年、童心社、ISBN 9784494007677）

シリーズ名不詳（あかね書房、1979年～1981年）
- ライオンいすとクマいす
- えんぴつけずりも1年生
- ひとつになったクレヨン
- なきむしオムくん1年生
- トイレにいっていいですか

寺村輝夫童話全集（ポプラ社、1982年）
ここでは和歌山の挿絵担当分のみ掲載。
- 王さまの話I - V
- オムくんの話I - II
- ミコちゃんの話

### その他の単独刊行
1960年代
- 子ぞうのブローくん（ポプラ社、1968年）
- こびとのピコ（大日本書房、1968年） - 1989年に理論社より再版。
- どうぶつえんができた（あかね書房、1968年）
- がんばれオムくん（偕成社、1969年）
- ちょこれーとがほしい（ポプラ社、1969年）

1970年代
- カメラの中はアフリカ（偕成社、1970年）
- たかしのさくせん（あかね書房、1970年）
- ちびぞうキーバ（偕成社、1970年）
- ぼくのいえなんだ（あかね書房、1970年）
- ほっとけーき1ごう（小峰書店、1970年）
- らいおんのまくらくん（あかね書房、1971年）
- つなひきわっしょい（あかね書房、1972年）
- びっくりしゃっくり（講談社、1972年）
- うそつきテンボ（金の星社、1973年）
- まひるのライオン（岩崎書店、1973年）
- ミカちゃんのぼうけん（小峰書店、1973年）
- かいじゅうの森（高橋書店、1974年）
- はみがきたむたむ（高橋書店、1975年）
- ポレにきたはがき（岩崎書店、1975年）
- モコちゃんのしっぽ（あかね書房、1977年）
- たまごのたんじょうび（旺文社、1978年）

1980年代
- おおきなちいさいぞう（文研出版、1981年）
- くるくるのひみつ（ひさかたチャイルド、1981年）

1980年代からは「王さまシリーズ」の再版に伴う、挿絵の再執筆に専念していた。

### 寺村以外の作品
- 『ちがうもん  350シリーズおはなしえほん』作・和歌山静子（2000年、ポプラ社）
- 『しっこっこ  できるよできる』文・西内ミナミ（1999年、偕成社）
- 『ぼくのはなし　おかあさんとみる性の本』文・山本直英（1992年、童心社）
- 『わたしのはなし　おかあさんとみる性の本』文・山本直英（1992年、童心社）
- 『ふくろうのそめものや  あかちゃんのむかしむかし』文・松谷みよ子（1991年、童心社）
- 『えんそくこわいぞあぶないぞ　新選創作どうわ』文・末吉暁子（1985年、偕成社）

## 受賞
- 1980年、『あいうえおうさま』（理論社）で絵本にっぽん賞受賞。
- 1982年、『おおきなちいさいぞう』（文研出版）で講談社出版文化賞絵本賞受賞。
- 2015年、『くろねこさん しろねこさん』（童心社）で産経児童出版文化賞フジテレビ賞受賞。